# 켐니츠현

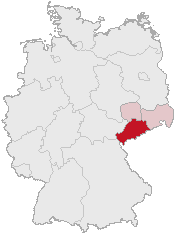
독일에서 켐니츠 현의 위치

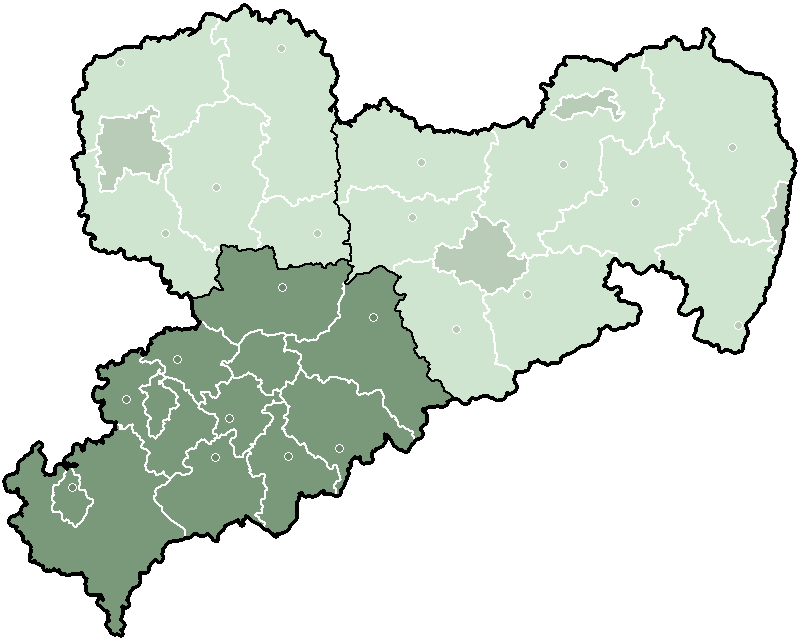
작센 주에서 켐니츠 현의 위치

켐니츠현(독일어: Regierungsbezirk Chemnitz)은 과거 독일 작센주 서부에 있던 현(Regierungsbezirk)이다. 현도는 켐니츠였으며 폐지 당시의 면적은 6,522km2, 인구는 1,511,733명(2011년 기준), 인구 밀도는 230명/km2이었다. 4개 군(Landkreise), 1개 시(Kreisfreie Städte)를 관할했으며 2012년 3월 1일을 기해 폐지되었다.

## 하위 행정 구역

### 군(Landkreise)
1. 에르츠게비르게군(Erzgebirgskreis)
2. 미텔작센군(Mittelsachsen)
3. 포그틀란트군(Vogtlandkreis)
4. 츠비카우군(Zwickau)

### 시(Kreisfreie Städte)
1. 켐니츠 시(Chemnitz)